# Trappi del Panjal

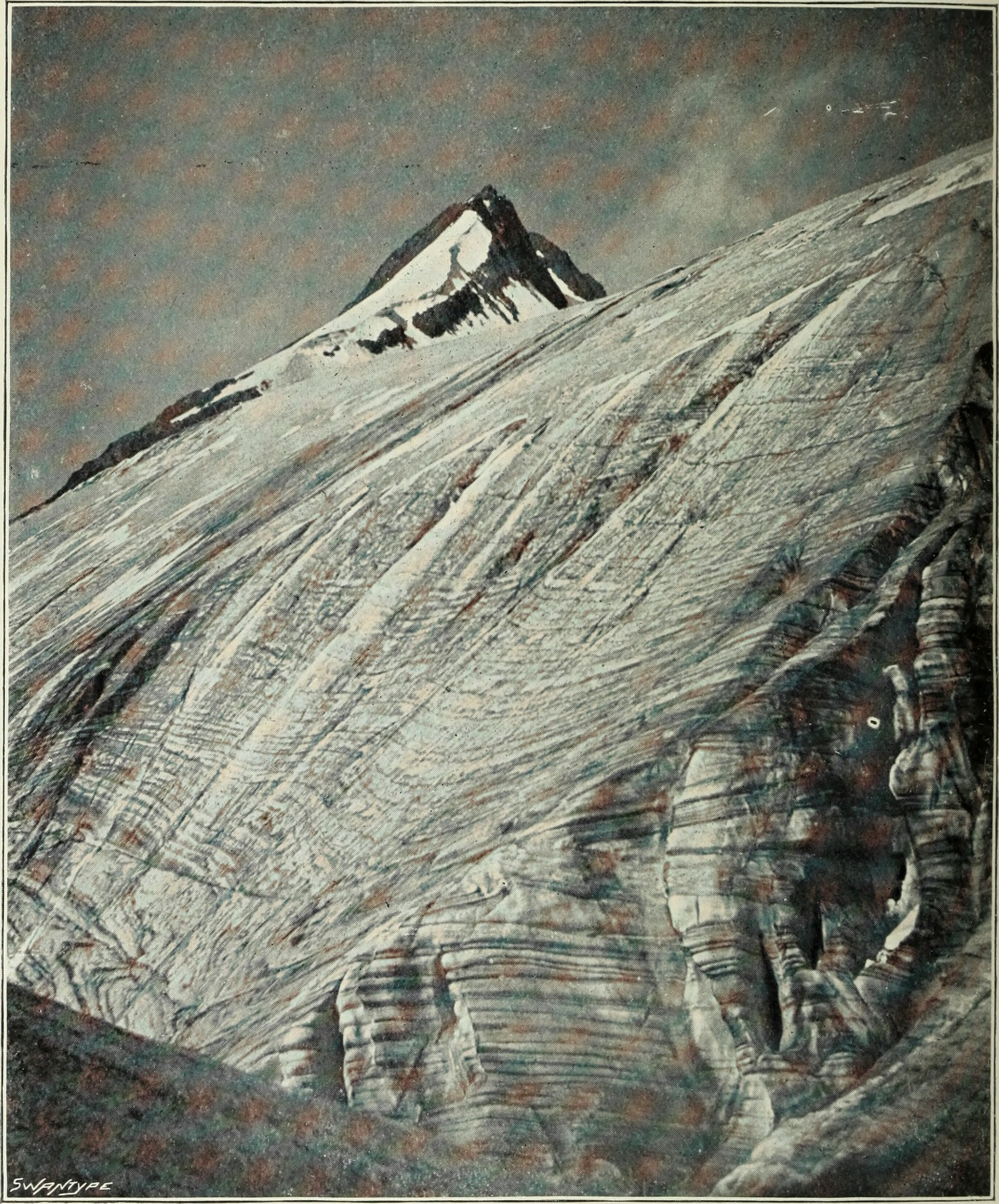
I Trappi del Panjal in una foto del 1912.

I Trappi del Panjal costituiscono una grande provincia ignea (LIP) che è entrata in eruzione tra il Permiano inferiore e medio (Guadalupiano) nell'area che oggi è situata nella parte nordoccidentale dell'India.
I Trappi del Panjal sono associati all'apertura del paleo-oceano Tetide, che provocò la dispersione dei frammenti continentali del paleocontinente Cimmeria staccatisi dal margine nordorientale della Gondwana e sono forse associati anche con la frammentazione dello stesso supercontinente.
Nell'area del Zanskar e del Distretto di Lahaul e Spiti (nella parte nordoccidentale dell'Himalaya e sudorientale di Ladak) i basalti dei trappi hanno uno spessore che va da 30 a 150 m e sono esposti perlopiù sotto forma di estese colate laviche, ma anche come eruzioni sottomarine di lava a cuscino e ialoclastite.
Dati paleomagnetici dalla valle del Kashmir indicano che le eruzioni del Panjal avvennero ad una paleolatitudine di circa 33° (±5°)S.

## Etimologia
La denominazione fa riferimento ai monti Pir Panjal, una catena montuosa situata nella parte settentrionale del subcontinente indiano.
Il termine trappo viene utilizzato in geologia dal 1785-95 per indicare formazioni rocciose basaltiche stratificate. La parola deriva dallo svedese trappa, che significa scalinata, e viene utilizzata per indicare la forma a gradoni del paesaggio collinare di queste regioni costituito da stratificazioni di colate di basalto solidificato. Nel corso del tempo, l'erosione degli strati sovrapposti di colate di lava successive, dà luogo alla formazione di un paesaggio a gradoni.
La denominazione di Trappi del Panjal è documentata per la prima volta nel 1824 e fu infine assegnata dal geologo britannico Richard Lydekker nel 1883, anche se la loro origine, età e relazioni con le rocce circostanti è rimasta elusiva per oltre un secolo. I trappi rimasero una delle meno studiate tra le grandi province ignee fino al 2011, quando si riuscì a fissarne l'età in 289 milioni di anni.